# Донє Поточє
Донє Поточє (хорв. Donje Podotočje) — населений пункт у Хорватії, у Загребській жупанії у складі міста Велика Гориця.

## Населення
Населення за даними перепису 2011 року становило 375 осіб.
Динаміка чисельності населення поселення: